# Сантос, Эктор
Э́ктор Игна́сио Са́нтос (исп. Héctor Ignacio Santos, 29 октября 1944, Монтевидео — 7 мая 2019, Монтевидео) — уругвайский футболист, игравший на позиции вратаря. Участник чемпионатов мира 1970 и 1974 годов в составе национальной сборной Уругвая.

## Клубная карьера
Сантос родился в Монтевидео и начинал свою карьеру в клубе «Канильитас» в 1963 году. В профессиональном футболе вратарь дебютировал два года спустя за команду «Дефенсор Спортинг», в которой провёл два сезона. В 1967 году присоединился к местному гранду «Пеньяроль» и выиграл в единственном сезоне за клуб чемпионат Уругвая под руководством Роке Масполи. В том же году впервые в карьере присоединился к зарубежному клубу, гватемальской «Ауроре».
В 1969 году перебрался в команду «Белья Виста». С 1971 по 1973 год в качестве запасного вратаря выступал за другой уругвайский клуб «Насьональ». В составе команды дважды стал чемпионом Уругвая и обладателем Кубка Либертадорес и Межконтинентального кубка 1971 года. В 1974 году после недолгого возвращения в «Белья Висту» перешёл в перуанский клуб «Альянса Лима». В 1975 году присоединился к «Ливерпулю» из Монтевидео. В 1977 году переехал в Эквадор, став игроком гуаякильской «Барселоны». В 1978 году подписал контракт с «Фениксом». Следующие два года провёл в чилийском клубе «Грин Кросс», за который провёл 53 матча.
После вылета из высшего чилийского дивизиона в 1981 году выступал за «Серро», в котором и завершил свою карьеру.

## Карьера в сборной
15 апреля 1970 года дебютировал в составе национальной сборной Уругвая в товарищеском матче против Аргентины (2:1). Был включён в состав сборной на чемпионат мира 1970 года в Мексике и чемпионат мира 1974 года в ФРГ, где был дублёром Ладислао Мазуркевича и на поле не выходил.
В течение карьеры в национальной команде, которая длилась 7 лет, провёл в её форме 14 матчей, пропустив 8 мячей.
Скончался 7 мая 2019 года на 75-м году жизни в Монтевидео.

## Достижения
«Пеньяроль»
- Чемпион Уругвая: 1967

Насьональ
- Чемпион Уругвая (2): 1971, 1972
- Кубок Либертадорес: 1971
- Межконтинентальный кубок: 1971
- Межамериканский кубок: 1971